# Universitat de Panamà
La Universitat de Panamà (UP) és una universitat estatal de Panamà i una de les principals del país. Fundada el 1935, compta amb 228 edificis a diverses parts del país per atendre, segons dades del 2019, una població de 73.203 estudiants, més de 4.750 docents i tres mil administratius. La universitat imparteix més de 311 carreres, majoritàriament de llicenciatura.